# 未确认鲸鱼
未确认鲸鱼（英文：Cryptid whale）是指所有未被科学承认的鲸鱼种类，由于缺乏模式标本与科学研究，这些鲸鱼被归类于神秘动物学。自人类开始航海以来，许多航海者以及一些博物学家与动物学家宣称他们看见无法归类的鲸鱼。尽管其中一些未知鲸类经过科学命名与生物分类，但却并不被科学界所认可。

## 多鳍鲸鱼
多鳍鲸鱼历史非常久远，并且在考古学、动物学、神秘动物学与民间传说皆有相关记录。从意大利普利亚大区出土公元前3世纪希腊两只陶土海豚便有着两个背鳍。1983年，法国动物学家雅克·梅格雷（Jacques Maigret）在科西嘉岛附近海域观察到一只双鳍鲸鱼。加拿大不列颠哥伦比亚省的印第安人神话中也流传着多鳍鲸鱼的故事。
主条目：吉廖利鲸
吉廖利鲸（英文：Giglioli's Whale）是由意大利动物学与人类学家恩里科·希利尔·吉廖利观察到的一种鲸鱼，它的特点为有着两个背鳍。尽管被命名了科学名称Amphiptera pacifica，但吉廖利鲸并不为科学界认可。
主条目：犀牛海豚
犀牛海豚（英文：Rhinoceros Dolphin）是一种未确认生物，于19世纪的地中海首次被发现，这是一种有着两个背鳍、皮肤有不规则白色斑点的海豚，分布于地中海及桑威奇群岛与新南威尔士州附近海域。

## 阿卢拉鲸
阿卢拉鲸（英文：Alula whale）又称Alula Killer或Orcinus mörzer-bruynsus，是一种尚未被科学承认的鲸鱼。阿卢拉鲸最初的书面记载来自1971年出版的《Field Guide of Whales and Dolphins》一书，该书的作者Willem Frederick Jacob Mörzer Bruyns是一位荷兰船长与博物学家，他一生目击了大部分已知鲸鱼，并发现4种未被记录的鲸鱼，阿卢拉鲸便是这其中之一。据 W. F. J. Mörzer Bruyns的记载，阿卢拉鲸长约6-7米（20-23英尺）、重约1.8吨（4000磅）、背鳍高约2米（6.6英尺），外观类似逆戟鲸，皮肤呈棕褐色并有星形斑点，较常在亚丁湾-索科特拉岛一带出没。

## 高鳍抹香鲸
高鳍抹香鲸（High-finned sperm whale或High-finned cachalot）据说是已知的抹香鲸（Physeter macrocephalus）的变种或近亲，其背鳍异常高，在北大西洋被发现。医生罗伯特·西博尔德爵士（Sir Robert Sibbald）在1687年描述了一只据称搁浅在奥克尼岛上的雌性高鳍称其背鳍类似于“后桅”，根据西博尔德的说法，鲸鱼被称为P. tursio。然而，博物学家 乔治·居维叶 （Georges Cuvier）认为西伯尔德的说法不可信，因为这是对尸体错误的描述，同时否认了P. tursio这个名称。另一次传言中的目击事件发生在1946年9月27日加拿大新斯科舍省的安纳波利斯湾（Annapolis Basin），该生物被困在那里两天。它的长度估计在3至30米之间。

## 锯齿海豚
锯齿海豚（英文：Sawtooth Dolphin）又名亚马逊尼西（Amazon Nessie）是指1993年8月英国电视节目主持人杰里米·韦德在亚马逊河拍摄到的一只粉红色、背部呈锯齿状的动物。最初神秘动物学家将其归类于欧拉德伊拉，认为是新种淡水豚，但韦德之后与BBC团队重返亚马逊和调查，确认那是一只畸形的亚马逊河豚。韦德表示，这只亚马逊河豚可能是被渔网捕获，之后遭到人类砍伤导致的畸形。据记载，这种故意捕杀亚马逊河豚的行为时有发生。

## 身份不明的喙鲸
1925年，美国加州蒙特利湾摩尔海滩发现一具神秘海洋生物尸体，加州科学院对保存的头部进行分析认为是贝氏喙鲸。